# Бунан
Бунан (文安) је јапанска ера (ненко) која је настала после Какицу и пре Хотоку ере. Временски је трајала од фебруара 1444. до јула 1449. године и припадала је Муромачи периоду. Владајући монарх био је цар Го Ханазоно.

## Важнији догађаји Бунан ере
- 1444. (Бунан 1, први месец): По први пут Ашикага Јошинари[3] посећује свог „канреија“ Хатакејаму Мотокунија а тим поводом повећана је безбедност на путу до места састанка.[4]
- 1444. (Бунан 1, четврти месец): Становници источног и западног дела престонице затражили су за себе права на продају остатка производње сакеа. Група се окупила у шинто храму Китано Тенмангу. Канреи Мотокуни шаље војску како би ухапсили подстрекиваче али они беже уништавајући западни део града Кјота[4] заједно са храмом у ком су се окупили.
- 1444. (Бунан 1, осми месец): Пронађен је један од симбола царске моћи – драгуљ, који је у прошлој ери отет од стране наоружаних нападача.[4]
- 1445. (Бунан 2, једанаести месец): У 48 години умире кампаку Ниџо Мочимото а позицију наслеђује Коное Фусацугу.[4]
- 1445. (Бунан 2, једанаести месец): Хосокава Кацумото постаје нови „канреи“. У том тренутку он има само 12 година.[4]
- 1446. (Бунан 3, једанаести месец): Дворски кампаку замолио је цара да га разреши позиције "садаиџина". Дворски удаиџин Такакаса Фусахира преузима његову позицију док је "даинагон" Ниџо Мочимичи постао "удаиџин".[5]
- 1446. (Бунан 3, једанаести месец): Шогун добија званично царево признање имена и титуле.[5]
- 1447. (Бунан 4, једанаести месец): Шогун Јошинари побољшава своју вештину стреличарства.[6]
- 1448. (Бунан 5, други месец): Цар одлази у посету оцу. За безбедност пута постарао се Хосокава Кацумото.[6]